# L'uomo sulla strada
L'uomo sulla strada è un film italiano del 2022 diretto da Gianluca Mangiasciutti.

## Trama
Irene ha otto anni quando si trova a essere l'unica testimone della morte del padre, investito da un pirata della strada ubriaco. Non ricordando il volto dell'investitore, vive con i sensi di colpa che con gli anni la porteranno a essere un'adolescente ribelle. Abbandonata la scuola, Irene lascia la famiglia e trova impiego nella fabbrica di un imprenditore, non sapendo che proprio lui è il pirata che ha ucciso suo padre.

## Distribuzione
Il film è stato proiettato in anteprima il 15 ottobre 2022 ad Alice nella città, sezione autonoma e parallela alla Festa del Cinema di Roma 2022, ed è stato distribuito nelle sale italiane il 7 dicembre dello stesso anno.